# Samuel Paul Welles
Samuel Paul Welles (9 de novembre de 1907 - 6 d'agost de 1997) fou un paleontòleg estatunidenc, que va ser investigador associat del Museu de Paleontologia, Universitat de Califòrnia, Berkeley. És conegut per haver descrit el dinosaure dilofosaure (Dilophosaurus) l'any 1954.